# Hippocampus coronatus
Hippocampus coronatus es una especie de pez de la familia Syngnathidae en el orden de los Syngnathiformes.

## Morfología
Los machos  pueden llegar alcanzar los 10,8 cm de longitud total.

## Distribución geográfica
Es un endemismo del Japón.  